# Stefanie Schwaiger
Srefanie Schwaiger (ur. 7 sierpnia 1986 w Allentsteig), austriacka siatkarka plażowa, mistrzyni Europy 2013 w parze z siostrą Doris. Dwukrotna uczestniczka Igrzysk Olimpijskich (2008, 2012), na których wspólnie z siostrą została sklasyfikowana na 5. miejscu.

## Sukcesy
- Mistrzostwa Europy:
  -  2013

## Wyróżnienia
- Nagroda dla najlepszej drużyny roku 2013 w Austrii razem z Doris